# Детройт Ред Уингс
Детройт Ред Уингс е хокеен отбор от NHL (Националната хокейна лига на САЩ и Канада, НХЛ), основан през 1926 г. в Детройт, Мичиган, САЩ. Състезава се в Източната конференция, атлантическа дивизия. Червените криле са най-успешният американски хокеен отбор с 11 спечелени купи Стенли.